# Defectos congénitos de la glicosilación
Los defectos congénitos de la glicosilación (conocidos como CDG por las siglas en inglés de Congenital Disorders of Glycosylation) son un grupo de errores innatos del metabolismo en los que la glicosilación de una variedad de proteínas (glicoproteínas) de los tejidos y/o lípidos es deficiente o defectuosa. 
A menudo causan grave, a veces mortal, malfuncionamiento de varios órganos o sistemas en los niños afectados. El subtipo más común es CDG-Ia (también referido como PMM2-CDG) y se conocen otros 42 tipos. Según la bibliografía hay menos de 1000 casos en el mundo.
Los datos que avalan la sospecha clínica de Defectos Congénitos de la Glicosilación son los siguientes: 
- Presencia de retraso madurativo
- Hipotonía severa (comúnmente responsable de que los pacientes afectados no puedan alimentarse por sí mismos y requieran de alimentación por sonda nasogástrica o enteral)
- Fallo del crecimiento
- Disfunción hepática (transaminasas elevadas)
- Trastorno de la coagulación con bajas concentraciones séricas de los factores IX y XI, antitrombina, proteína C y/o proteína S.
- Hipotiroidismo, hipogonadismo
- Estrabismo, retinopatías
- Derrame pericárdico
- Distribución anómala de la grasa subcutánea, incluyendo aumento del depósito graso suprapúbico, hoyuelos cutáneos, mamilas invertidas, piel de naranja.
- Convulsiones
- Episodios símilo-accidentes vasculares
- Escoliosis
- Hipoplasia/atrofia cerebelosa

El diagnóstico se confirma a partir del estudio de marcadores bioquímicos (estudio de los perfiles anómalos de transferrina sérica) y del estudio genético que identifica el gen responsable del defecto.